# Sveučilište Jurja Dobrile u Puli
Sveučilište Jurja Dobrile u Puli (lat. Universitas studiorum Polensis Georgii Dobrila), zajednica visokoškolskih ustanova, fakulteta, visokih škola i pratećih ustanova, osnovana 29. rujna 2006. u Puli, imenovana po biskupu i narodnom preporoditelju Jurju Dobrili.
Dan Sveučilišta (Dies academicus) obilježava se 16. travnja na dan rođenja Jurja Dobrile.

## Povijest

### Osnutak
Tijekom 1950-ih godina bilo je jasno da će Istri trebati sve više obrazovanih ljudi, i to prvenstveno ekonomske i učiteljske struke. Odlučujući poticaj sazrijevanju takvoga stajališta dala su dva vodeća istarska intelektualca toga doba: Mijo Mirković i Tone Peruško. Zahvaljujući Mirkovićevu zalaganju otvoren je prvi dvogodišnji visokoškolski studij ekonomije 1960./1961. (Viša ekonomska škola), a za otvaranje Pedagoške akademije u Puli 1961./1962. zaslužan je Peruško, koji je bio i njezinim ravnateljem. Viša ekonomska škola razvila se u Fakultet ekonomije i turizma "Dr. Mijo Mirković", a Pedagoška akademija u Filozofski fakultet u Puli i Visoku učiteljsku školu u Puli. Mirković je čak predlagao osnivanje Jadranskoga sveučilišta sa sjedištima pojedinih fakulteta u većim gradovima na obali. 
Otvaranje prvih dviju visokoškolskih ustanova u Istri početkom 60-ih godina prošloga stoljeća bilo je logična posljedica promišljanja budućnosti Istre te se cijela koncepcija temeljila na dva, tada osnovna, pravca razvitka: na gospodarstvu i na obrazovanju. U drugoj polovici 20. stoljeća taj se pravac razvitka nije radikalno promijenio: to su i dalje dva glavna pravca koja su se razgranala specijalizacijom u više smjerova. Studij ekonomije ne stvara više ekonomiste općega tipa, nego ima tri smjera: financije, marketing i turizam. Studij obrazovnih znanosti proširuje se s vremenom na nove studije: hrvatski jezik i književnost, talijanski jezik i književnost, povijest, latinski jezik i rimska književnost.
Sveučilište Jurja Dobrile u Puli osnovano je Zakonom o osnivanju Sveučilišta u Puli 29. rujna 2006. godine, a upisano u Registar Trgovačkoga suda u Pazinu 21. prosinca 2006. godine stekavši time pravni status.
Dana 19. studenog 2006. istekao je rok od 30 dana od dana stupanja na snagu Zakona o osnivanju Sveučilišta u Puli, kojeg je Hrvatski sabor donio na svojoj sjednici 29. rujna 2006. godine, a kojim je Senat Sveučilišta u Rijeci donio odluku o pripajanju Fakulteta ekonomije i turizma Dr. Mijo Mirković, Filozofskog fakulteta u Puli i Visoke učiteljske škole u Puli Sveučilištu. Sveučilište u Rijeci također je donijelo odluku o pripajanju Sveučilišne knjižnice u Puli Sveučilištu. 
Vlada Republike Hrvatske je u roku od 30 dana od dana stupanja na snagu Zakona, na prijedlog ministra nadležnog za visoko obrazovanje, imenovala privremenog rektora Sveučilišta koji je trebao obaviti pripreme za početak rada Sveučilišta oslanjajući se na pretprojekt Sveučilišta kao polazište, pribaviti dopusnicu ministarstva nadležnog za visoko obrazovanje za početak obavljanja djelatnosti, donijeti privremeni statut Sveučilišta uz suglasnost osnivača, podnijeti prijavu za upis u sudski registar te poduzeti radnje za konstituiranje sveučilišnog senata.

### Kampus
Godine 2017. Skupština Istarske županije dala je Sveučilištu pravo gradnje kako bi se bivša Mornarička bolnica prenamijenila u sveučilišni kampus. Projekt je prijavljen 2020. godine, a u prosincu 2022. na bolnici su započeli radovi. Rekonstrukcija je dovršena u travnju 2024. godine, a u zgradu su kasnije te godine premješteni Filozofski i Tehnički fakultet te Fakultet informatike i Fakultet za odgojne i obrazovne znanosti. Ukupna vrijednost projekta bila je 7 885 801,96 eura, od čega je 4 903 393,01 eura pokriveno iz fondova EU, dok je ostatak financiralo Ministarstvo znanosti i obrazovanja.
Kampus, koji obuhvaća površinu od 10,5 tisuća m2, dobio je naziv »Noordnug« te ima prostore predviđene za djelomičnu knjižnicu, menzu, studentsku službu te znanstveno-tehnološki institut VISIO.

## Sastavnice
Sveučilište Jurja Dobrile u Puli organizirano je po principu integrirane strukture, primjenjujući odjelski tip organizacije sa zajedničkim službama. Sveučilišne su sastavnice:
- Fakultet ekonomije i turizma "Dr. Mijo Mirković"
- Fakultet informatike
- Fakultet prirodnih znanosti
- Fakultet za interdisciplinarne, talijanske i kulturološke studije
- Fakultet za odgojne i obrazovne znanosti
- Filozofski fakultet
- Medicinski fakultet
- Muzička akademija
- Tehnički fakultet

Uz osam fakulteta i jednu akademiju kao sastavnice Sveučilišta prema kriteriju klasifikacije znanosti na područja i polja djeluju također:
- Studentski centar
- Centar za kompetencije u obrazovanju
- Sveučilišna knjižnica
- Sveučilišni računski i informacijski centar u Puli

Samostalni sveučilišni studiji:
- sveučilišni interdisciplinarni studij Kultura i turizam
- poslijediplomski doktorski studij.

## Međunarodna suradnja
Sveučilište u Puli razvija međunarodne odnose sa sveučlištima diljem svijeta u okviru međusobno uređenih i potpisanih bilateralnih sporazuma. Trenutačno postoji suradnja s nekoliko europskih sveučilišta u Sloveniji, Italiji, Njemačkoj, Francuskoj, Srbiji, Rusiji, Portugalu, ali i svjetskih u Indiji, Peruu i SAD-u. Sveučilište je član Podunavske rektorske konferencije, a od 2010. godine i Euromediteranskog stalnog sveučilišnog foruma.

## Rektori
1. Marčelo Dujanić (2006. – 2009.)
2. Robert Matijašić (2009. – 2013.)
3. Alfio Barbieri (2013. – 2021.)
4. Marinko Škare (2021. – danas)[11]

## Vanjske poveznice
- službeno mrežno mjesto Sveučilišta Jurja Dobrile u Puli
- Sveučilišna knjižnica u Puli